# Raketgevär
| Raketgevär |
| --- |
| Eldgivning av raketgevär (RPG-7) Äldre raketgevär typ Panzerschreck Typer av närpansarvapen - Granatgevär - Närpansarvärnsrobot - Pansarskott - Pansarvärnsgevär - Raketgevär |

Raketgevär, kort rakg, är ett rekylfritt, bärbart närpansarvapen som främst används för att bekämpa pansarfordon. Raketgevär består av ett eldrör som är utformat för att skjuta dedikerade raketprojektiler, det vill säga fenstabiliserade projektiler som framdrivs av en raketmotor. Eldrören är vanligen cirka 1,5 meter långa och försedd med fasta riktmedel och avfyringsanordning. 
Förbränningen av raketmotorns drivladdning brukar i allmänhet ta slut innan raketen lämnar mynningen på eldröret. Detta för att användaren inte ska brännas av drivladdningens bakförbränning, men även för att öka precisionen då eldröret står för riktningen av raketen innan fenorna fälts ut, varav raketen skulle kunna börja tumla om raketmotorn var igång under intervallet då fenorna inte fällts ut efter att raketen lämnat eldröret.
Ibland används backronymen RPG (Rocket-Propelled Grenade) för raketgevär. RPG är i sin tur en translitteration från ryskans akronym РПГ (Ручной Противотанковый Гранатомёт) vilket fritt översatt betyder "Handhållet PansarvärnsGranatgevär".

## Användning i Sverige
I Sverige användes 8,5 cm raketgevär m/49 och 8,5 cm raketgevär m/51 under kalla kriget men dessa är idag ersätta av närpansarvapen som pansarskott och granatgevär.